# Jens Gjesing
Jens Gjesing (født 13. januar 1986) er en tidligere dansk fodboldspiller og nuværende cheftræner for Hobro IK. 
Igennem ungdomsårene i AGF var han blandt andet med til at blive dansk mester og med til at vinde det uofficielle europamesterskab. Han spiller normalt på den centrale midtbane, men kan også bruges som kantspiller og midterforsvar – hvor han i øvrigt blev brugt på Danmarks U/21-landshold.
I sine ungdomsår i AGF spillede Jens Gjesing angriber, hvor han scorede mange mål. Senere blev han omskolet til forsvarsspiller, og til sidst tog han turen op på midtbanen, hvor han har repræsenteret AGF's superligahold både centralt og på kanten.
Han blev i januar 2009 udtaget til ligalandsholdets tur til Phuket via nogle flotte præstationer i superligaen. På denne tur nåede han dog ikke at spille nogle kampe.
Jens Gjesing fik i sine ungdomsår i AGF kælenavnet Mubas. Det skete fordi et par af hans holdkammerater bildte ham ind, at en af verdens bedste spillere hed dette. Jens Gjesing hoppede på den og har lige siden haft kælenavnet Mubas
Citat: "Jeg har sat mig det mål, at jeg skal være den bedste til træning hver eneste gang. Og det prøver jeg at efterleve. Hvis man går ind til hver enkelt træning, og vil være den bedste lige meget hvad, så kan man ikke undgå at gøre fremskridt".
Gjesing fik en alvorlig ledbåndsskade i oktober 2010 og var ude i ni måneder efter en større operation og omfattende genoptræning.
Han blev i august 2011 udlejet til Hobro IK, da han på daværende tidspunkt ikke stod til spilletid i AGF, og han kunne få noget spilletid i Hobro og komme stærkere tilbage til AGF. Det blev dog hurtigt gjort klart, at han ikke fik sin kontrakt i AGF forlænget, hvorfor han valgte at skifte permanent til Hobro IK ved sin kontrakts udløb i januar 2012.
Det blev starten af juni 2012 offentliggjort, at han efter tre korsbåndsskader var blevet erklæret fodboldinvalid, og derfor tvunget til at stoppe karrieren i en alder af blot 26 år.
i 2019 bliver det offentliggjort at han skal være træner, og senere manager for hans barndoms klub VSK - tidl VIK / Skovbakken. Han rykkede samme år med dem op i 2 div.